# Caterwauling
Caterwauling is het vierde studio-muziekalbum van de band Maestoso van Woolly Wolstenholme. De band opereert binnen de marge van een vroege Barclay James Harvest. De muziek en teksten ademen een sfeer uit van de jaren zeventig, de hoogtijdagen van de symfonische rock. Het album is opgenomen in Manchester.

## Musici
- Woolly – zang, toetsen, gitaar
- Kim Turner – zang, slagwerk, gitaar, toetsen en andere
- Steve Broomhead – zang, gitaar, toetsen, mandoline
- Graig Fletcher – zang, basgitaar, toetsen
- Geoff Richardson - gastmusicus

## Composities
1. Caterwauling (Fletcher, Turner, Wolstenholme)
2. Soldier of fortune (Turner, Wolstenholme)
3. The road to nowhere (Wolstenholme)
4. Matilda Yarrow (Broomhead)
5. The collector (Wolstenholme)
6. Closure (Wolstenholme)
7. Always (Turner, Wolstenholme)
8. I don’t like you (Wolstenholme)
9. Tonight could be the night (Turner)
10. Shoes (Wolstenholme)
11. Strange worlds (Wolstenholme)
12. Quicksand (Wolstenholme)
13. Blossom hill (Wolstenholme)
14. Pills (Wolstenholme)

## Recensies
De muziek en teksten op Caterwauling zijn persoonlijker dan op eerdere albums van Maestoso, omdat ze de weerslag zijn van Woolly's gevecht tegen zijn depressies. Het album grijpt ook terug op de beginjaren van Barclay James Harvest en de beginfase van Maestoso. Aan de ene kant vindt men het album daardoor niet meer passen in het tijdsbeeld van 2008, aan de andere kant zijn er nog veel liefhebbers voor zijn muziek, die gekenmerkt wordt door klassiek georiënteerde en tamelijk bombastische arrangementen. Een grote schare fans van Barclay James Harvest beschouwen hem als degene die verantwoordelijk was voor het gevoel in hun muziek. Daarnaast worden zijn teksten gekarakteriseerd door een combinatie van weltschmerz en typische (Noord-)Engelse zwarte humor.

## Bron recensies
- recensie Progarchiev
- Progwereld
- Dutch Progressive Rock Pages